# Roberto d'Angiò
Roberto d'Angiò, detto il Saggio (Santa Maria Capua Vetere, 1278 – Napoli, 16 gennaio 1343), figlio del re Carlo II d'Angiò e della regina Maria Arpad d'Ungheria, fu nominato nel 1296, durante il regno di suo padre, primo duca di Calabria, titolo che mantenne fino alla sua incoronazione a re di Napoli, avvenuta alla morte del padre nel 1309. Fu sovrano del Regno di Napoli, conte di Provenza e di Forcalquier, e re titolare di Gerusalemme, fino alla sua morte, avvenuta nel 1343. Essendo morto senza eredi legittimi in vita, gli subentrò sul trono la nipote Giovanna, figlia di suo figlio Carlo, duca di Calabria.

## Biografia

### Origine
Robertò d'Angiò era figlio quartogenito (terzo maschio) del principe di Salerno e futuro conte d'Angiò e del Maine, conte di Provenza e Forcalquier, re di Napoli e re titolare di Sicilia, principe di Taranto, re d'Albania, principe d'Acaia e re titolare di Gerusalemme, Carlo II d'Angiò detto lo Zoppo e di Maria d'Ungheria (1257 ca. – 25 marzo 1323), figlia del re d'Ungheria, Stefano V ed Elisabetta di Cumania. Fu il nipote del re d'Ungheria, Ladislao IV.

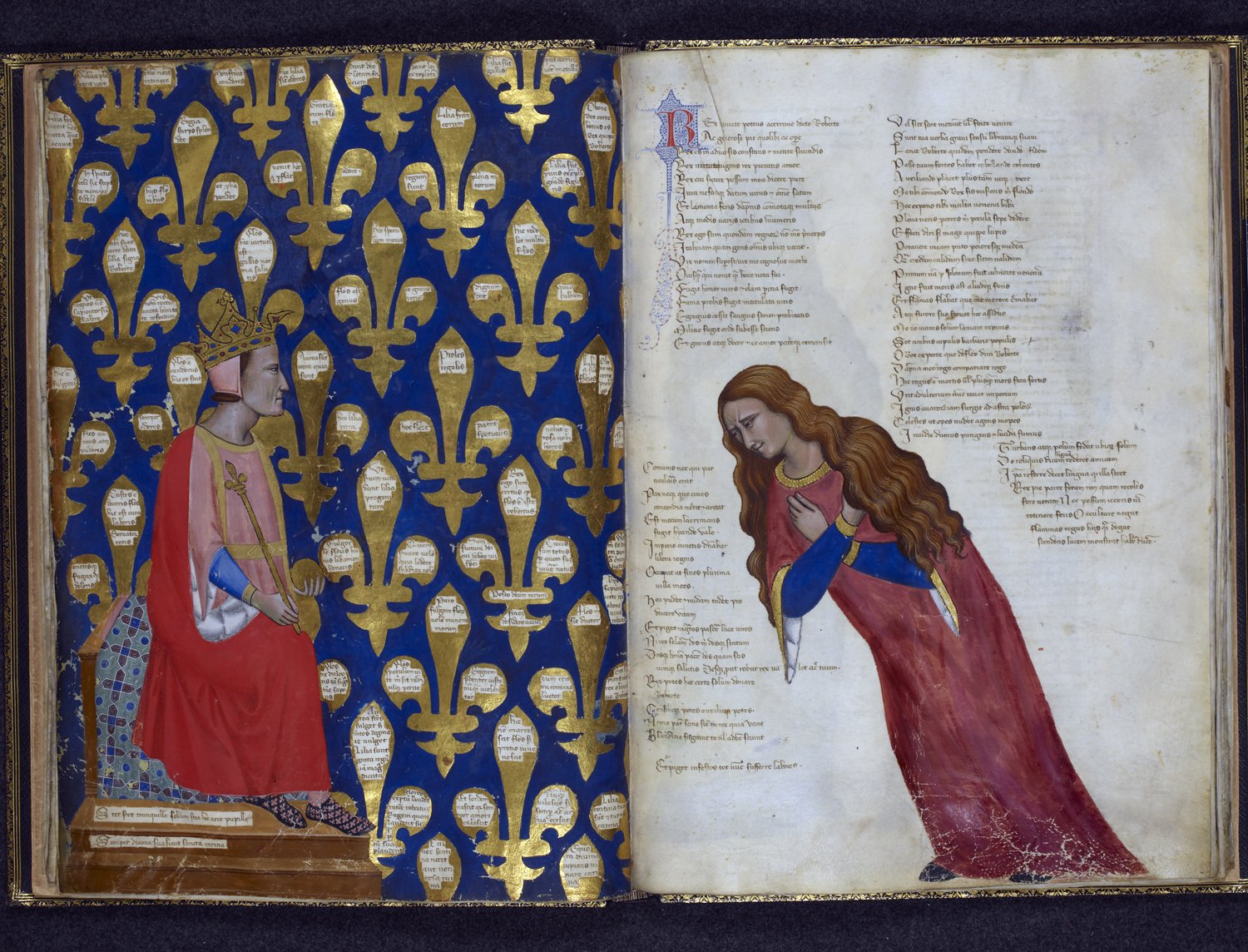
Miniatura attribuita a Convenevole da Prato, raffigurante Roberto d'Angiò in trono, nella pagina a sinistra è raffigurata l'Italia con sembianze femminili, British Library, Londra

### La guerra del Vespro
All'età di undici anni, nel corso della guerra del Vespro fu ostaggio, assieme ai fratelli Luigi e Raimondo Berengario, del re Alfonso III d'Aragona, tra il 1288 e il 1295. Dopo la morte del fratello Carlo Martello (1295), Roberto divenne erede al trono di Sicilia.
In seguito al Trattato di Anagni e in cambio della rinuncia di Giacomo II d'Aragona alla Sicilia, il 23 marzo del 1297, a Roma, ne sposò la sorella Violante, figlia del re di Aragona Pietro III di Aragona e della regina Costanza II di Sicilia, figlia del re di Sicilia Manfredi (quindi nipote dell'imperatore Federico II di Svevia) e di Beatrice di Savoia. Inoltre Violante era sorella dei sovrani d'Aragona Alfonso III d'Aragona e Giacomo II d'Aragona, del re di Sicilia, Federico III di Sicilia e della regina del Portogallo Santa Elisabetta,Vicario Perpetuo del Regno di Sicilia il 24-6-1299, investito di Sessa, Venosa e Potenza il 14-1-1304.
Non ci fu però tregua fra le due casate e i baroni siciliani lo avevano rifiutato, e avevano eletto re il fratello di Giacomo, Federico III d'Aragona. La guerra riprese con violenza e dopo che una flotta aragonese-napoletana aveva riportato la vittoria sui siciliani nel 1299, lo scontro si era spostato in Sicilia, dove i figli di Carlo II lo Zoppo, Roberto con il fratello, Filippo I di Taranto, avevano conquistato Catania e cinto d'assedio Messina; Federico però aveva riportato una notevole vittoria, nella battaglia di Falconara (Trapani), aveva resistito a Messina, facendo prigioniero Filippo, e resisteva in Calabria.

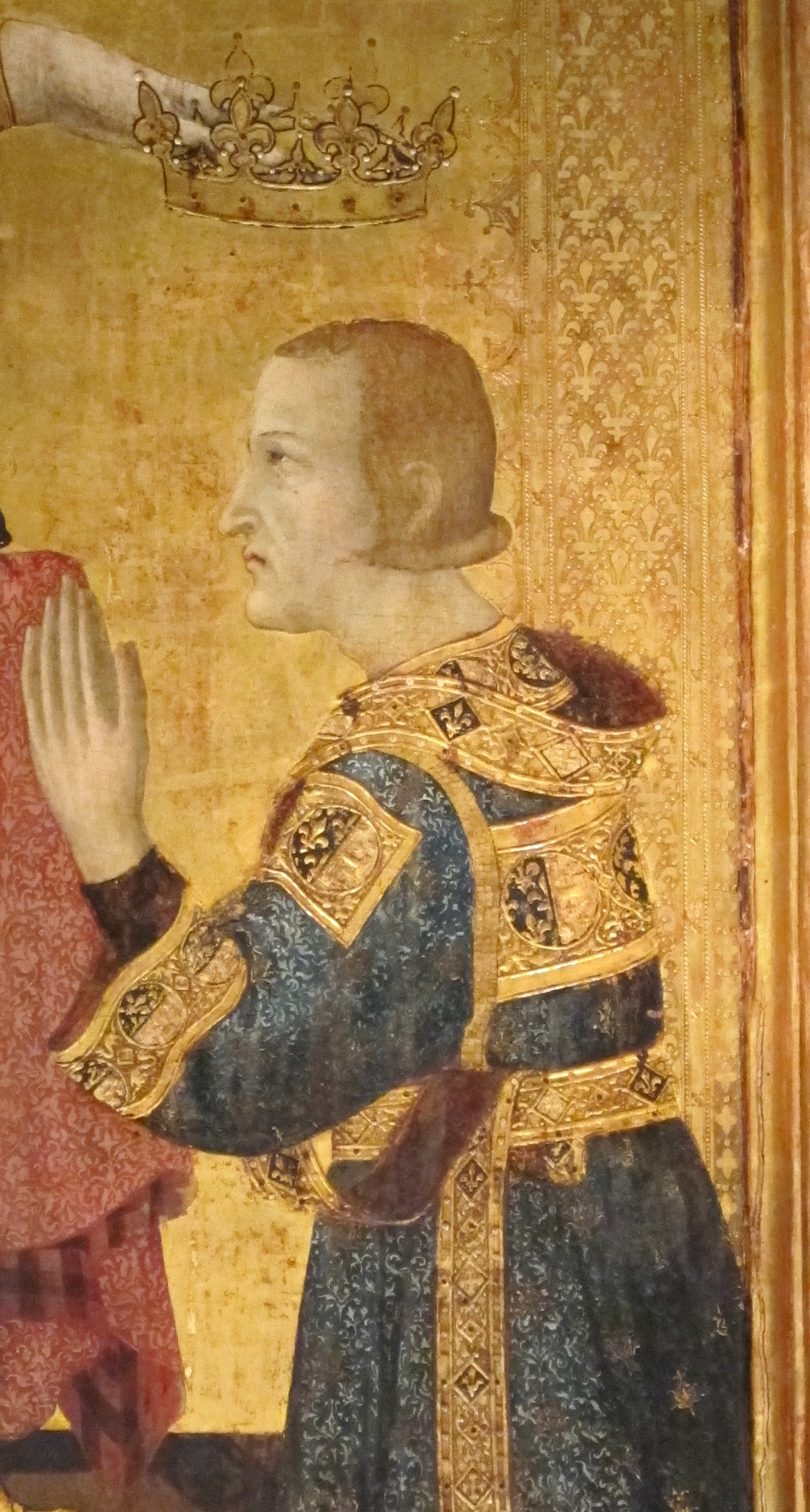
Particolare di San Ludovico di Tolosa che incorona il fratello Roberto d'Angiò, 1317, Simone Martini, Museo nazionale di Capodimonte

Dopo che il papa Bonifacio VIII, nel 1300, aveva chiamato in aiuto i templari, gli ospitalieri e i riluttanti Genovesi, la situazione non progredì, fatta eccezione per una nuova brillante vittoria della flotta di Ruggero di Lauria su quella siciliana, il 14 giugno. Infine Bonifacio VIII si rivolse al re di Francia, Filippo IV il Bello, che inviò un esercito al comando del fratello, Carlo di Valois, che, arrivato in Sicilia, nel maggio del 1302, bruciando e depredando, l'attraversò sino a Sciacca, dove però arrivò distrutto dalla malaria e per la paura di un deciso attacco da parte di Federico, gli offrì la pace. La guerra dei Vespri siciliani terminò con la pace di Caltabellotta, del 30 agosto, che portò alla definitiva separazione della Sicilia dal Regno di Napoli e gli Angioini persero definitivamente l'isola.

### Guerre contro i ghibellini e gli imperatori

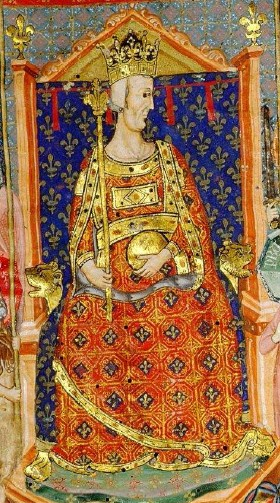
Roberto il saggio in trono in una miniatura della Bibbia d'Angiò, 1340, Cristoforo Orimina, biblioteca Maurits Sabbe della facoltà di Teologia della Katholieke Universiteit, Lovanio

Dopo la morte del papa Benedetto XI Roberto fu eletto capitano della Lega toscana, che avrebbe dovuto pacificare i guelfi della Toscana, in lotta tra loro (guerra tra guelfi bianchi e neri). Roberto giunse in Toscana nella primavera del 1305 con cavalieri scelti aragonesi e catalani e la fanteria capitanata da Diego de Rat e, il 20 maggio, Pistoia, governata dai Bianchi, fu circondata da fiorentini e lucchesi. Ma Roberto, che si apprestava ad assaltare la città per conquistarla, dovette ritirarsi per l'opposizione del nuovo papa Clemente V, ossia il guascone Bertrando di Got, suddito del re d'Inghilterra, eletto il 5 giugno, il quale continuò la politica del suo predecessore: una neutralità leggermente favorevole a Bianchi e Ghibellini.

### Sul trono di Napoli
Alla morte del padre, nel 1309, divenne re di Napoli consacrato incoronato, a Lione, da Clemente V e da allora fu personaggio importantissimo della vita politica italiana. Per agevolare la riconciliazione tra guelfi e ghibellini Clemente V appoggiò il vecchio piano di ricostituire il regno di Arles (questo Stato, che era stato incorporato nell'impero dall'imperatore d'Occidente, Corrado il Salico, nel 1035 circa, si estendeva su un territorio, poi diviso tra contea di Provenza, contea di Forcalquier, marchesato di Provenza, ducato di Borgogna e una parte della Franca Contea), mettendo in contatto i capi delle due fazioni, Roberto il Saggio e il nuovo imperatore, Arrigo VII.
Il piano prevedeva che il regno di Arles fosse ceduto dall'imperatore a uno dei due figli di Roberto (ciò perché nel 1257 il nonno di Roberto, Carlo I d'Angiò, aveva acquisito i diritti al trono del regno di Arles), il quale avrebbe sposato una delle due figlie di Arrigo. Il piano però fallì, oltre che per l'opposizione di vari feudatari provenzali e borgognoni, anche per la fiera opposizione del re di Francia, Filippo il Bello, che, mal sopportando l'instaurazione di un regno dei cugini angioini nel sud-est della Francia, fece molte pressioni sulla corte papale di Avignone, cosicché Clemente V ritirò l'appoggio al progetto, che, senza la sua approvazione, fu tacitamente lasciato cadere.

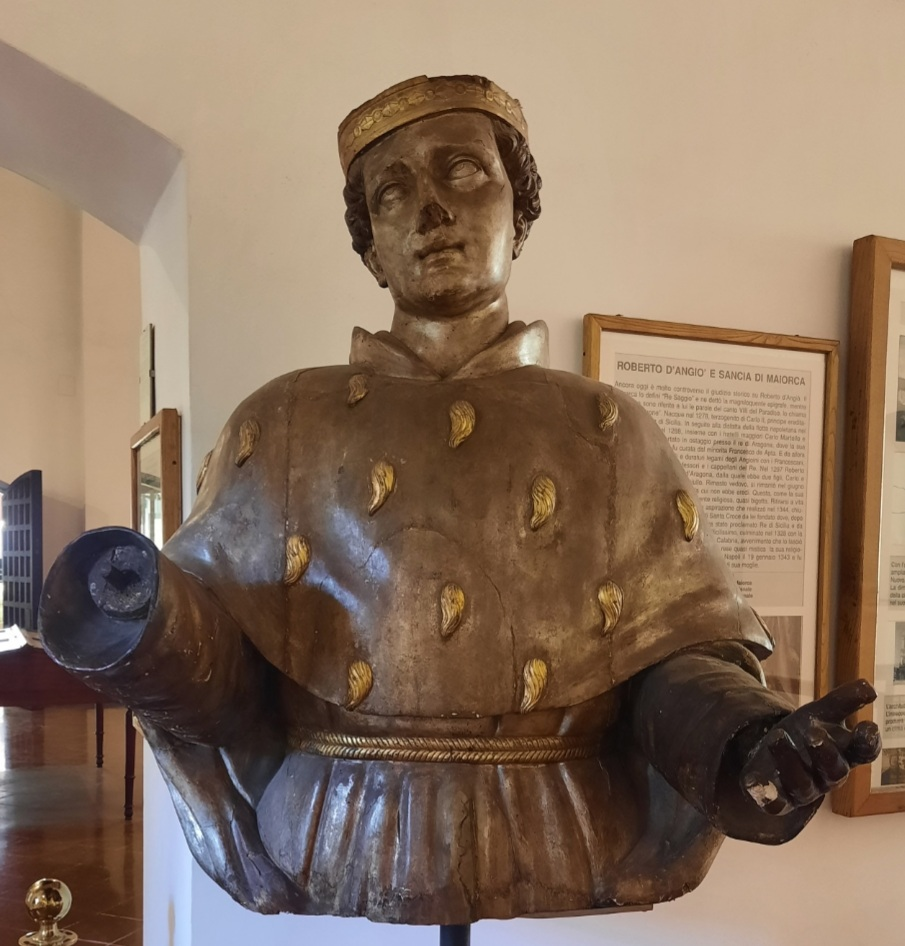
Busto processionale di Roberto d'Angio, scultore napoletano del XIX secolo, Museo dell'Opera di Santa Chiara, Basilica di Santa Chiara

Comunque, vicario del papa in Romagna dal 1310, Roberto fu alla testa dei guelfi, che si opponevano ad Arrigo VII (1311-1313), che nel 1312 occupò Roma; Roberto, pur non opponendosi apertamente all'imperatore, aveva inviato a Roma il proprio fratello, Giovanni di Gravina, con quattrocento cavalieri per contrastare l'ingresso di Enrico nell'Urbe. Arrigo VII, lasciata Roma per sottomettere la Toscana, convocò una dieta a Pisa, a cui Roberto non si presentò e fu dichiarato ribelle, meritevole della morte dall'imperatore, che si accordò con Federico III per conquistare il regno di Napoli. Ma mentre si dirigeva verso Roma, per poi invadere il regno di Napoli, a Buonconvento, fu colto da forti febbri malariche che lo portarono alla morte improvvisamente, il 24 agosto 1313. Dopo la morte di Enrico i suoi sostenitori, i Guelfi, lo definirono «buon Roberto re di un italico regno». La guerra, interrotta dalla morte di Enrico, proseguì contro i ghibellini Matteo Visconti e Cangrande della Scala. Già in possesso di vasti possedimenti in Piemonte, Roberto estese ulteriormente la propria influenza nella penisola: nel 1317 fu nominato dal papa senatore di Roma, nel 1318 divenne signore di Genova - di cui detenne la signoria sino al 1334 - e, nel 1319, di Brescia, e ancora tra il 1313 e il 1318, fu signore di Firenze, voluto dallo stesso governo guelfo della città.
In Toscana però i Guelfi da lui guidati subirono due gravi disfatte: a Montecatini (il comando dell'esercito era stato affidato a suo fratello, Filippo I di Taranto), il 29 agosto 1315 e ad Altopascio, il 23 settembre 1325, mentre i Bolognesi furono sconfitti a Zappolino, il 25 novembre dello stesso anno quando suo figlio Carlo, Duca di Calabria fu proclamato signore di Firenze e per tre anni guidò i guelfi nelle lotte contro i ghibellini.

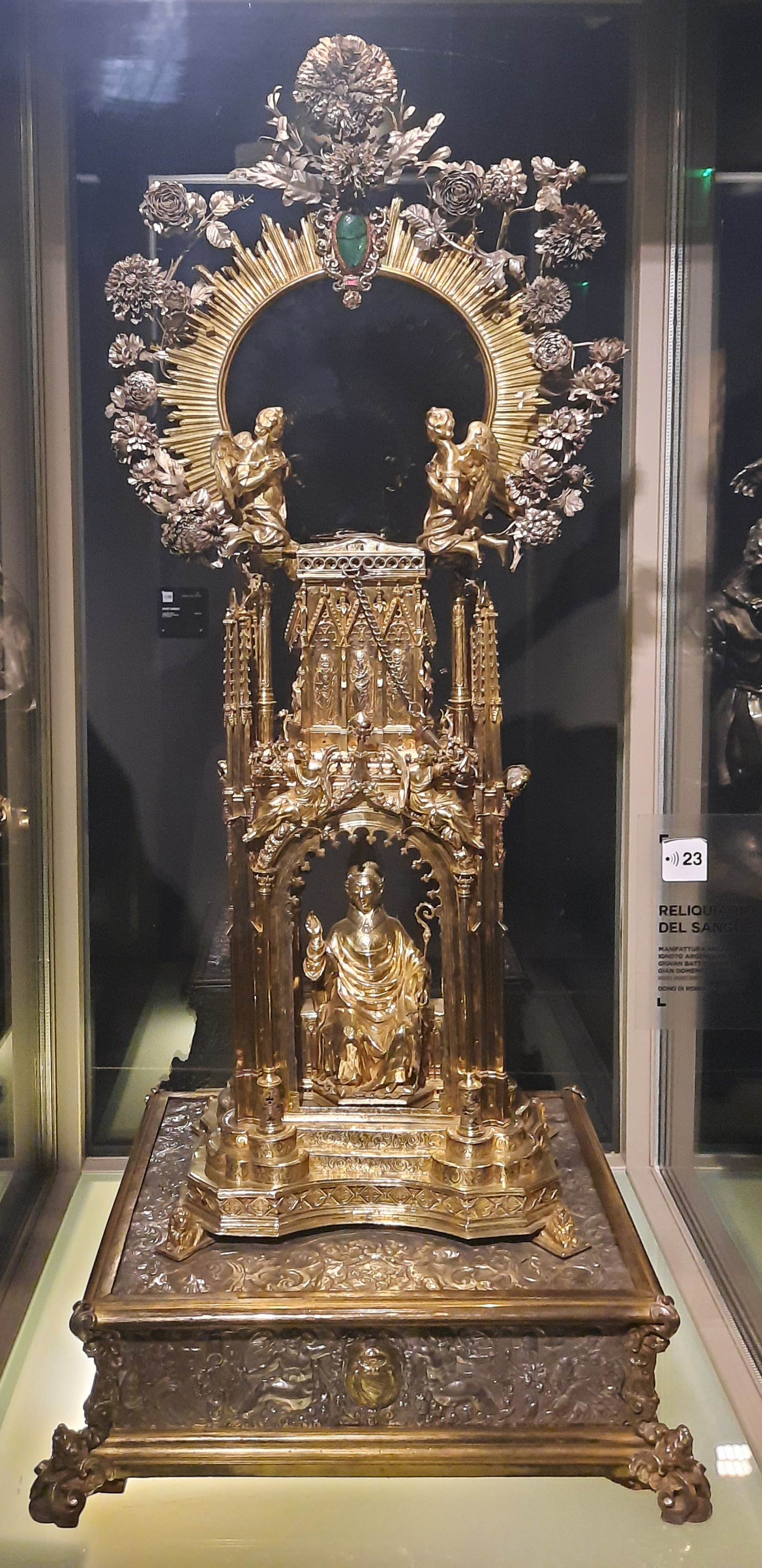
Reliquiario del sangue di manifattura angioina donato da Roberto d'Angiò nel 1305 al tesoro di San Gennaro e che ancora oggi trasporta le ampolle del sangue del santo durante la processione, Museo del Tesoro di san Gennaro, Duomo di Napoli

Nel 1328 si oppose a Ludovico il Bavaro e nel 1330 si unì alla lega contro Giovanni I di Boemia, che fu costretto a lasciare l'Italia settentrionale. L'egemonia sull'Italia del sovrano angioino fu logorata tuttavia dagli sforzi per impedire l'ascesa al trono di Sicilia a Pietro II, figlio di Federico III d'Aragona. Francescano come la moglie Sancha d'Aragona, contribuì in modo determinante al riconoscimento da parte musulmana del diritto della Custodia di Terra Santa di officiare presso il Santo Sepolcro e risiedere al Santo Cenacolo.

### Gli ultimi anni di vita
Intervenne militarmente in Piemonte nel 1341 per sostenere Manfredo V di Saluzzo contro il nipote Tommaso II: durante questa spedizione militare le milizie angioine saccheggiarono Saluzzo, che venne data alle fiamme. Tornato a Napoli le sue costanti preoccupazioni furono riacquistare la Sicilia e assicurare la successione dinastica; questa fu gravemente compromessa dalla morte nel 1328 del figlio ed erede Carlo, Duca di Calabria, che aveva lasciato soltanto due figlie, Giovanna d'Angiò e Maria di Calabria. Per assicurare la successione di Giovanna, nel 1333 Roberto la promise in sposa ad Andrea d'Ungheria, figlio di Carlo I d'Ungheria.
Le sue ultime volontà furono dettate il 16 gennaio 1343 a Napoli, nel Castel Nuovo, confermando la scelta di Giovanna come erede e la reggenza per Sancha. Morì il 20 gennaio.
Ma le guerre siciliane non condussero ad alcun risultato, mentre il disgraziato matrimonio tra la nipote Giovanna e Andrea d'Ungheria, voluto dal re, segnò l'inizio delle vicende burrascose che avrebbero provocato la fine della dinastia.

## La corte e il mecenatismo
Fu ricordato da Petrarca e Boccaccio come colto e generoso mecenate: Petrarca, che gli dedicò l'Africa, volle addirittura essere esaminato da lui prima dell'incoronazione in Campidoglio (1341). Molto meno lusinghiero fu invece il giudizio di Dante Alighieri, la cui opposizione alla presenza degli Angiò in Italia si concentrò nei confronti di re Roberto, colpevole tra l'altro di aver ostacolato la consacrazione ad imperatore di Enrico VII a Roma, per cui Dante nutriva speranze per l'affermazione del potere imperiale e il risanamento dei conflitti presenti in tutta la Penisola.
Membri della sua corte furono i notai Barbato da Sulmona, dal 1341 stretto amico del Petrarca che lo incontrò proprio a Napoli, Guglielmo di Scala e il francescano Roberto di Mileto, custodi dei sigilli reali. Roberto da Mileto entrò nella corte angioina nel 1329 ed era uno dei spirituali, una corrente più intransigente all'interno del movimento francescano, ed ebbe una notevole influenza religiosa sia su re Roberto che sulla sua seconda moglie Sancia.
Roberto d'Angiò fu anch'egli letterato: a lui viene attribuita la composizione del canto religioso Credo regis e una lunga raccolta di sermoni, tanto da ottenere ancora in vita il titolo di "re da sermone" da Dante Alighieri stesso, in maniera del tutto negativa come commento all'apparente propensione di Roberto più per una vita religiosa e umanistica che politica come sovrano. Comporre e scrivere sermoni era un'attività che già altri sovrani avevano perseguito, come Pietro IV d'Aragona altrimenti noto come "il Cerimonioso", ma Roberto d'Angiò, in quanto a vassallo del Papa e capo della fazione guelfa in Italia, fu particolarmente prolifico in questa attività, che perseguì per tutta la durata del suo regno e adoperò in occasioni diplomatiche e politiche, accademiche di fronte ai professori e studenti dell'università di Napoli, e infine per occasioni religiose, come il soggiorno reale alla corte papale o le visite alle varie abbazie del regno.

## Discendenza
Roberto sposò in prime nozze il 23 marzo 1297 Jolanda d'Aragona (1273-1302), figlia di Pietro III, re di Aragona, e di Costanza di Hohenstaufen, dalla quale ebbe:
- Carlo (1298 – 1328), duca di Calabria e pertanto erede del regno e padre di Giovanna, successiva regina;
- Luigi (Catania, 1300 – 1310).

Sposò poi in seconde nozze il 21 giugno 1304 Sancha d'Aragona, figlia di Giacomo II di Maiorca e di Escalrmonde de Foix, ma la coppia non ebbe figli.

## Ascendenza

Ruberto, XI re di Napoli

|                       |                    |                                    | Genitori                  |  |  | Nonni |  |  | Bisnonni              |  |  | Trisnonni             |  |
|                       |                    |                                    |                           |  |  |       |  |  | Luigi VIII di Francia |  |  | Filippo II di Francia |  |
|                       |                    |                                    |                           |  |  |       |  |  | Luigi VIII di Francia |  |  | Filippo II di Francia |  |
|                       |                    | Isabella di Hainaut                |                           |  |  |       |  |  | Luigi VIII di Francia |  |  |                       |  |
| Carlo I d'Angiò       |                    |                                    |                           |  |  |       |  |  | Luigi VIII di Francia |  |  |                       |  |
|                       |                    | Bianca di Castiglia                | Alfonso VIII di Castiglia |  |  |       |  |  |                       |  |  |                       |  |
|                       |                    | Bianca di Castiglia                | Alfonso VIII di Castiglia |  |  |       |  |  |                       |  |  |                       |  |
|                       |                    | Bianca di Castiglia                | Eleonora d'Inghilterra    |  |  |       |  |  |                       |  |  |                       |  |
| Carlo II di Napoli    |                    | Bianca di Castiglia                |                           |  |  |       |  |  |                       |  |  |                       |  |
|                       |                    | Raimondo Berengario IV di Provenza | Alfonso II di Provenza    |  |  |       |  |  |                       |  |  |                       |  |
|                       |                    | Raimondo Berengario IV di Provenza | Alfonso II di Provenza    |  |  |       |  |  |                       |  |  |                       |  |
|                       |                    | Raimondo Berengario IV di Provenza | Garsenda di Provenza      |  |  |       |  |  |                       |  |  |                       |  |
| Beatrice di Provenza  |                    | Raimondo Berengario IV di Provenza |                           |  |  |       |  |  |                       |  |  |                       |  |
|                       |                    | Beatrice di Savoia                 | Tommaso I di Savoia       |  |  |       |  |  |                       |  |  |                       |  |
|                       |                    | Beatrice di Savoia                 | Tommaso I di Savoia       |  |  |       |  |  |                       |  |  |                       |  |
|                       |                    | Beatrice di Savoia                 | Margherita di Ginevra     |  |  |       |  |  |                       |  |  |                       |  |
| Roberto d'Angiò       |                    | Beatrice di Savoia                 |                           |  |  |       |  |  |                       |  |  |                       |  |
|                       | Béla IV d'Ungheria | Andrea II d'Ungheria               |                           |  |  |       |  |  |                       |  |  |                       |  |
|                       | Béla IV d'Ungheria | Andrea II d'Ungheria               |                           |  |  |       |  |  |                       |  |  |                       |  |
|                       | Béla IV d'Ungheria | Gertrude di Merania                |                           |  |  |       |  |  |                       |  |  |                       |  |
| Stefano V d'Ungheria  | Béla IV d'Ungheria |                                    |                           |  |  |       |  |  |                       |  |  |                       |  |
|                       |                    | Maria Lascaris di Nicea            | Teodoro I Lascaris        |  |  |       |  |  |                       |  |  |                       |  |
|                       |                    | Maria Lascaris di Nicea            | Teodoro I Lascaris        |  |  |       |  |  |                       |  |  |                       |  |
|                       |                    | Maria Lascaris di Nicea            | Anna Comnena Angelina     |  |  |       |  |  |                       |  |  |                       |  |
| Maria d'Ungheria      |                    | Maria Lascaris di Nicea            |                           |  |  |       |  |  |                       |  |  |                       |  |
|                       |                    | …                                  | …                         |  |  |       |  |  |                       |  |  |                       |  |
|                       |                    | …                                  | …                         |  |  |       |  |  |                       |  |  |                       |  |
|                       |                    | …                                  | …                         |  |  |       |  |  |                       |  |  |                       |  |
| Elisabetta dei Cumani |                    | …                                  |                           |  |  |       |  |  |                       |  |  |                       |  |
|                       |                    | …                                  | …                         |  |  |       |  |  |                       |  |  |                       |  |
|                       |                    | …                                  | …                         |  |  |       |  |  |                       |  |  |                       |  |
|                       |                    | …                                  | …                         |  |  |       |  |  |                       |  |  |                       |  |
|                       |                    | …                                  |                           |  |  |       |  |  |                       |  |  |                       |  |